# دهستان حیران
دهستان هیران (دهستان حیران) یکی از دهستان‌های استان گیلان است که در بخش مرکزی شهرستان آستارا واقع شده است.

## دهستان حیران
دهستان حیران به همراه دهستان ویرمونی جزو بخش مرکزی شهرستان آستارا می‌باشند که بیش از ۳/۴ جمعیت شهرستان آستارا را شامل می‌شود. مردم این روستا به زبان طالشی با گویش شمالی تکلم دارند.

## روستاهای دهستان حیران
دهستان حیران روستاهای آستارا از قبیل دمیر اوغلی کش، صیادلر، بهارستان، مشند، گیلاده، گودی اولر، شاغلا، چملر، زره ژیه، فندق پشته، سیج، آق مسجد، دگرمانکشی، حیران سفلی، حیران وسطی، حیران علیا، حاج امیرونه بین را شامل می‌شود.